# Голфеш
Голфеш (фр. Golfech) насеље је и општина у јужној Француској у региону Миди Пирене, у департману Тарн и Гарона која припада префектури Кастелсаразен.
По подацима из 2011. године у општини је живело 943 становника, а густина насељености је износила 97,02 становника/km². Општина се простире на површини од 9,72 km². Налази се на средњој надморској висини од 4856 метара (максималној 71 m, а минималној 47 m).

## Демографија
| 1962. | 1968. | 1975. | 1982. | 1990. | 1999. | 2011. |
| ----- | ----- | ----- | ----- | ----- | ----- | ----- |
| 551   | 555   | 470   | 440   | 555   | 710   | 943   |

График промене броја становника у току последњих година